# Infernal (brasilianische Band)
Infernal ist eine brasilianische Death- und Thrash-Metal-Band aus Curitiba, die im Jahr 1986 gegründet wurde.

## Geschichte
Die Band wurde im Jahr 1986 von Sänger Paulo, den Gitarristen Danilo Zolet und Marcelo Dos Anjos, Bassist Renate „Covero“ Augusto de Alburquerque und Schlagzeuger Jonas gegründet. Es folgten die ersten Auftritte, wobei die Gruppe im Jahr 1988 als Eröffnungsband für MX spielte. Als neue Mitglieder waren hierbei Gitarrist Lineau sowie Sänger Marcelo Paulista vertreten. Im Jahr 1989 arbeitete die Band an ihrem ersten Demo The First Stage, wobei die Band in Schwierigkeiten mit den Medien kam, aufgrund der Liedtext von Speak Portuguese or Die und Brazoo. Im Folgejahr kamen mit Gitarrist Mano und Schlagzeuger Maurício Amormin erneut zwei neue Mitglieder zur Band. Mit der neuen Besetzung nahm die Gruppe das nächste Album Cathedral of Despair auf. Das Lied Fear of Death war zudem auf der Kompilation Vampiros de Curitiba enthalten. Ihre erste Single veröffentlichte die Band mit Of Weakness and Cowardice im Jahr 1991, wonach kurz darauf Mano die Band verließ und durch Juliano Oening ersetzt wurde. Daraufhin hielt die Band ein Konzert in Araucária vor über 4.000 Leuten. Danach verließ Paulista die Gruppe, um die Black-Metal-Band Amen Corner zu gründen. Nachdem Marcelo Koehler als neuer Sänger zur Besetzung gekommen war, begannen die Aufnahmen zum Debütalbum Drowning in the Chalice of Sin. Für die Aufnahmen kam Mano von der Band Hecatomb als Gitarrist zur Band. Jedoch kam Mano, der die Band vorher verlassen hatte, gegen Ende der Aufnahmen wieder zurück zur Band. Später verstarb Juliano Oening bei einem Autounfall. Der Veröffentlichung folgten einige Konzerte, bis Mano die Band erneut verließ, um die Band Imperious Malevolence zu gründen. Dadurch half Hecatombs Mano erneut aus, bis Poyoka als festes Mitglied wieder zur Band kam. Nach einem Auftritt im Mai 1997 in Paraguay verließ auch Poyoka die Band wieder. Er wurde kurzzeitig durch Daniel ersetzt, welcher sich jedoch schon bald an der linken Hand verletzte und ihm das Spielen der Gitarre kaum noch möglich war. Für das zweite Album Ritual Humiliation kam Luis „Luga“ Gabriel Maluf da Silva zur Band, um Daniel zu ersetzen. Das Album erschien im Jahr 2001.

## Stil
Die Band spielt eine Mischung aus Thrash- und Death-Metal, wobei sich der Death Metal stark am Florida Death Metal orientiert.

## Diskografie
- 1989: The First Stage (Demo, Eigenveröffentlichung)
- 1990: Cathedral of Despair (Demo, Eigenveröffentlichung)
- 1991: Of Weakness and Cowardice (Single, Heavy Metal Maniac Records)
- 1993: Drowning in the Chalice of Sin (Album, RSL Records)
- 1997: Demo 97 (Demo, Eigenveröffentlichung)
- 1999: Rehearsal Demo 1999 (Demo, Eigenveröffentlichung)
- 2001: Ritual Humiliation (Album, Jethro Songs)
- 2002: Anthological Humiliation (Kompilation, Eigenveröffentlichung)
- 2003: European Ritual (Live-Album, Eigenveröffentlichung)
- 2007: Rehearsal Video (DVD, Eigenveröffentlichung)